# ليزلي كومبز براند
ليزلي كومبز براند (بالإنجليزية: Leslie Coombs Brand)‏ هو شخصية أعمال أمريكي، ولد في 12 مايو 1859 في فلوريسانت في الولايات المتحدة، وتوفي في 10 أبريل 1925 في غلينديل في الولايات المتحدة.